# Elezioni comunali in Piemonte del 2018
Le elezioni comunali in Piemonte del 2018 si sono tenute il 10 giugno (con ballottaggio il 24 giugno). 

## Riepilogo Sindaci Eletti
| Provincia | Comune | Sindaco uscente | Sindaco uscente       | Sindaco eletto | Sindaco eletto        | Primo turno | Primo turno           | Secondo turno | Secondo turno | Seggi   |       |       |         |
| --------- | ------ | --------------- | --------------------- | -------------- | --------------------- | ----------- | --------------------- | ------------- | ------------- | ------- | ----- | ----- | ------- |
| Provincia | Comune | Torino          | Ivrea                 |                | Carlo Della Pepa (PD) |             | Stefano Sertoli (LSP) | 3.304         | 30,74         | Seggi   | 4.795 | 52,61 | 10 / 16 |
| Orbassano |        | Torino          | Eugenio Gambetta (FI) |                | Cinzia Bosso (FI)     | 4.082       | 37,32                 | 4.830         | 58,51         | 10 / 16 |       |       |         |

## Torino

### Ivrea
| Candidati                              | Candidati                  | II turno             | II turno          | I turno | I turno | Liste               | Voti   | %     | Seggi |
| Candidati                              | Candidati                  | Voti                 | %                 | Voti    | %       | Liste               | Voti   | %     | Seggi |
| -------------------------------------- | -------------------------- | -------------------- | ----------------- | ------- | ------- | ------------------- | ------ | ----- | ----- |
|                                        | Stefano Sertoli ✔️ Sindaco | 4 795                | 52,61             | 3 304   | 30,74   | Lega                | 1 295  | 12,63 | 4     |
| Cambiamo Insieme                       | Stefano Sertoli ✔️ Sindaco | 4 795                | 52,61             | 3 304   | 30,74   | 823                 | 8,02   | 3     |       |
| Forza Italia - Civica                  | Stefano Sertoli ✔️ Sindaco | 4 795                | 52,61             | 3 304   | 30,74   | 573                 | 5,59   | 2     |       |
| Insieme per Ivrea                      | Stefano Sertoli ✔️ Sindaco | 4 795                | 52,61             | 3 304   | 30,74   | 491                 | 4,79   | 1     |       |
|                                        | Maurizio Perinetti         | 4 319                | 47,39             | 3 847   | 35,79   | Partito Democratico | 2 762  | 26,93 | 3     |
| Libera Sinistra per Ivrea              | Maurizio Perinetti         | 4 319                | 47,39             | 3 847   | 35,79   | 373                 | 3,64   | –     |       |
| Moderati                               | Maurizio Perinetti         | 4 319                | 47,39             | 3 847   | 35,79   | 358                 | 3,49   | –     |       |
| Ivrea + Bella                          | Maurizio Perinetti         | 4 319                | 47,39             | 3 847   | 35,79   | 301                 | 2,93   | –     |       |
| Seggio di coalizione                   | Seggio di coalizione       | Seggio di coalizione | 47,39             | 3 847   | 35,79   | 1                   |        |       |       |
|                                        | Francesco Comotto          | Francesco Comotto    | Francesco Comotto | 1 943   | 18,08   | Viviamo Ivrea       | 878    | 8,56  | –     |
| Cambiamo Ivrea                         | Francesco Comotto          | Francesco Comotto    | Francesco Comotto | 1 943   | 18,08   | 583                 | 5,68   | –     |       |
| Ivrea Comune - Sinistra e Costituzione | Francesco Comotto          | Francesco Comotto    | Francesco Comotto | 1 943   | 18,08   | 228                 | 2,22   | –     |       |
| Seggio di coalizione                   | Seggio di coalizione       | Seggio di coalizione | Francesco Comotto | 1 943   | 18,08   | 1                   |        |       |       |
|                                        | Massimo Fresc              | Massimo Fresc        | Massimo Fresc     | 1 456   | 13,55   | Movimento 5 Stelle  | 1 404  | 13,69 | –     |
| Seggio di coalizione                   | Seggio di coalizione       | Seggio di coalizione | Massimo Fresc     | 1 456   | 13,55   | 1                   |        |       |       |
|                                        | Igor Bosonin               | Igor Bosonin         | Igor Bosonin      | 198     | 1,84    | CasaPound           | 187    | 1,82  | –     |
| Totale                                 | Totale                     | 9 114                | 100               | 10 748  | 100     |                     | 10 256 | 100   | 16    |
|                                        |                            |                      |                   |         |         |                     |        |       |       |
| Fonte: Ministero dell'interno          |                            |                      |                   |         |         |                     |        |       |       |

### Orbassano
| Candidati                      | Candidati               | II turno             | II turno          | I turno | I turno | Liste                      | Voti   | %     | Seggi |
| Candidati                      | Candidati               | Voti                 | %                 | Voti    | %       | Liste                      | Voti   | %     | Seggi |
| ------------------------------ | ----------------------- | -------------------- | ----------------- | ------- | ------- | -------------------------- | ------ | ----- | ----- |
|                                | Cinzia Bosso ✔️ Sindaco | 4 830                | 58,51             | 4 082   | 37,32   | Forza Italia               | 1 110  | 10,97 | 3     |
| Cinzia Bosso Sindaco           | Cinzia Bosso ✔️ Sindaco | 4 830                | 58,51             | 4 082   | 37,32   | 750                        | 7,41   | 2     |       |
| La Città                       | Cinzia Bosso ✔️ Sindaco | 4 830                | 58,51             | 4 082   | 37,32   | 704                        | 6,96   | 2     |       |
| Progetto Comune                | Cinzia Bosso ✔️ Sindaco | 4 830                | 58,51             | 4 082   | 37,32   | 598                        | 5,91   | 2     |       |
| Obiettivo Orbassano            | Cinzia Bosso ✔️ Sindaco | 4 830                | 58,51             | 4 082   | 37,32   | 408                        | 4,03   | 1     |       |
| Unione di Centro               | Cinzia Bosso ✔️ Sindaco | 4 830                | 58,51             | 4 082   | 37,32   | 102                        | 1,01   | –     |       |
|                                | Giovanni Falsone        | 3 425                | 41,49             | 2 268   | 20,73   | Uniti per Giovanni Falsone | 931    | 9,20  | 1     |
| Lega                           | Giovanni Falsone        | 3 425                | 41,49             | 2 268   | 20,73   | 621                        | 6,14   | –     |       |
| Insieme per Orbassano          | Giovanni Falsone        | 3 425                | 41,49             | 2 268   | 20,73   | 352                        | 3,48   | –     |       |
| Alternativa per Orbassano      | Giovanni Falsone        | 3 425                | 41,49             | 2 268   | 20,73   | 239                        | 2,36   | –     |       |
| Socialisti per Falsone Sindaco | Giovanni Falsone        | 3 425                | 41,49             | 2 268   | 20,73   | 53                         | 0,52   | –     |       |
| Uniti per i Cittadini          | Giovanni Falsone        | 3 425                | 41,49             | 2 268   | 20,73   | 50                         | 0,49   | –     |       |
| Seggio di coalizione           | Seggio di coalizione    | Seggio di coalizione | 41,49             | 2 268   | 20,73   | 1                          |        |       |       |
|                                | Andrea Suriani          | Andrea Suriani       | Andrea Suriani    | 1 955   | 17,87   | Movimento 5 Stelle         | 1 782  | 17,61 | –     |
| Seggio di coalizione           | Seggio di coalizione    | Seggio di coalizione | Andrea Suriani    | 1 955   | 17,87   | 1                          |        |       |       |
|                                | Roberto Taglietta       | Roberto Taglietta    | Roberto Taglietta | 1 775   | 16,23   | Partito Democratico        | 1 334  | 13,18 | 1     |
| Per Orbassano                  | Roberto Taglietta       | Roberto Taglietta    | Roberto Taglietta | 1 775   | 16,23   | 261                        | 2,58   | –     |       |
| Giovani e Famiglia             | Roberto Taglietta       | Roberto Taglietta    | Roberto Taglietta | 1 775   | 16,23   | 72                         | 0,71   | –     |       |
| Seggio di coalizione           | Seggio di coalizione    | Seggio di coalizione | Roberto Taglietta | 1 775   | 16,23   | 1                          |        |       |       |
|                                | Bruno Alovisio          | Bruno Alovisio       | Bruno Alovisio    | 427     | 3,90    | Liberi e Uguali            | 373    | 3,69  | –     |
|                                | Carmelo La Rocca        | Carmelo La Rocca     | Carmelo La Rocca  | 247     | 2,26    | L'Onda Orbassanese         | 212    | 2,09  | –     |
|                                | Fabrizio Finotti        | Fabrizio Finotti     | Fabrizio Finotti  | 185     | 1,69    | PRC-PCI                    | 170    | 1,68  | –     |
| Totale                         | Totale                  | 8 255                | 100               | 10 939  | 100     |                            | 10 122 | 100   | 16    |
|                                |                         |                      |                   |         |         |                            |        |       |       |
| Fonte: Ministero dell'interno  |                         |                      |                   |         |         |                            |        |       |       |